# Marielle de Sarnez
Marielle de Sarnez (ur. 27 marca 1951 w Paryżu, zm. 13 stycznia 2021 tamże) – francuska polityk, eurodeputowana V, VI, VII i VIII kadencji, parlamentarzystka krajowa, w 2017 minister do spraw europejskich.

## Życiorys
Działalność polityczną podjęła w 1974, angażując się w prezydencką kampanię wyborczą Valéry'ego Giscarda d'Estaing. Cztery lata później wstąpiła do organizowanej przez niego Unii na rzecz Demokracji Francuskiej. Była etatowym pracownikiem partii, od 1986 do 1988 pełniła funkcję doradcy Jean-Claude'a Gaudina, przewodniczącego grupy UDF w Zgromadzeniu Narodowym. Później zajmowała stanowisko sekretarza generalnego Zgromadzenia Ogólnego Partii Opozycyjnych, a w latach 1993–1997 doradcy i szefa gabinetu ministra edukacji narodowej, François Bayrou.
W 1999 uzyskała mandat posła do Parlamentu Europejskiego. W latach 2001–2010 była radną 14. dzielnicy Paryża. W eurowyborach z 2004 skutecznie ubiegała się o reelekcję. W PE nowej kadencji przystąpiła do grupy Porozumienia Liberałów i Demokratów na rzecz Europy jako jej wiceprzewodnicząca. Została też sekretarzem generalnym nowo powstałej Europejskiej Partii Demokratycznej. W 2007 w okresie przekształceń UDF poparła lidera Unii, wstępując do Ruchu Demokratycznego. W 2009 i w 2014 była wybierana do PE na kolejne kadencje.
W maju 2017 w nowo powołanym gabinecie Édouarda Philippe’a objęła stanowisko ministra do spraw europejskich (podległego ministrowi spraw zagranicznych). W tym samym roku uzyskała również mandat posłanki do Zgromadzenia Narodowego.
W czerwcu 2017 zakończyła pełnienie funkcji rządowej, nie wchodząc w skład nowego rządu dotychczasowego premiera, który powołano po wyborach parlamentarnych. Decyzja ta zbiegła się z wszczętym śledztwem w sprawie finansowania etatowych działaczy Ruchu Demokratycznego z funduszy przeznaczonych na wynagrodzenie asystentów eurodeputowanych.